# Amara astrabadensis
Amara astrabadensis (лат.) — вид жуков-тускляков из семейства жужелиц подсемейства харпалин. Центральная Азия (Иран, Туркменистан).

## Описание
Длина тела 8—10 мм. Тело красновато-коричневое, верхняя сторона иногда с очень слабым зеленоватым отливом. Основание переднеспинки слабо или сильно пунктировано. Тело вытянуто. Крылатый, с длинными метэпистернами.
О биологических особенностях этого вида сведения отсутствуют. Известен только по экземплярам из стран Центральной Азии (Туркменистан, Иран, провинция Мазендеран: Ghaemshahr).
Вид был впервые описан в 1935 году советским энтомологом Виктором Николаевичем Лучником (1892—1936) по типовым материалам из северного Ирана («Persia bor.: Astrabad»).
Включался в состав подродов Oreoamara (с 1935), с 1978 года в Iranoleirides Hieke, 1978 (монотипический), который в 2006 году (Hieke 2006: 263) был синонимизирован с подродом Paracelia.